# Glaucina panda
Glaucina panda là một loài bướm đêm trong họ Geometridae.